# Telavi

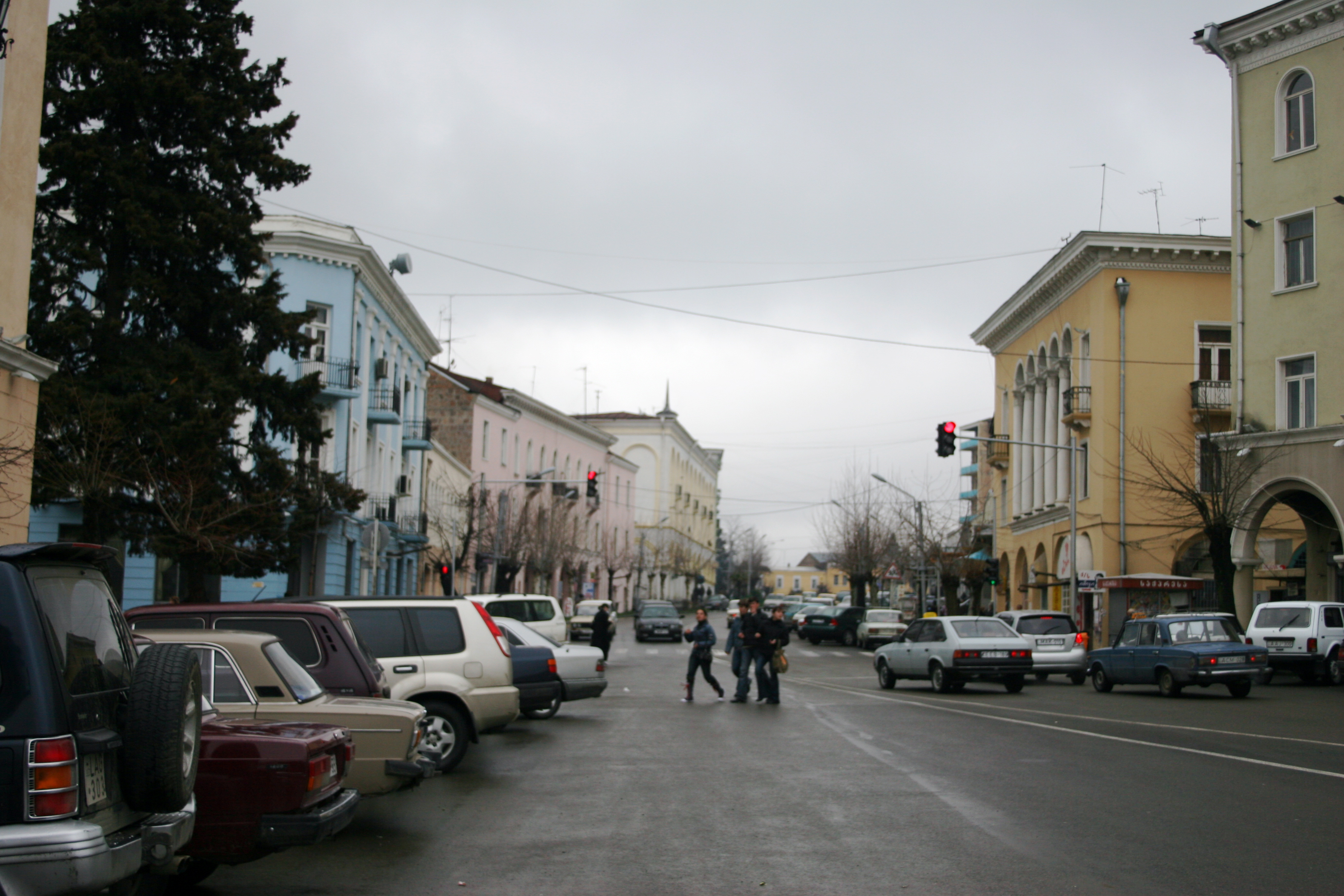

Telavi este un oraș în Georgia.